# Ратмирово (Владимирская область)
Ратмирово — село в Собинском районе Владимирской области России, входит в состав Рождественского сельского поселения.

## География
Село расположено в 1 км на север от центра поселения села Рождествено и в 30 км на север от райцентра города Собинка.

## История
Село Ратмирово, известное с XV века, было некогда вотчиной Владимирского Рождественского монастыря. В книгах патриаршего казенного приказа под 1628 годом записано: «церковь святого Иоанна Богослова в селе Ратмирове Рождественского монастыря в вотчине, дани 6 алтын 4 деньги». В настоящее время в селе Ратмирове существует каменная церковь в честь Живоначальной Троицы; построена в 1834 году усердием бывшего прихожанина Антипа Порошина. При церкви каменная же колокольня; обе обнесены оградою. Престолов в церкви два: в холодной — в честь Живоначальной Троицы, в приделе теплом — во имя св. Иоанна Богослова. Приход состоял из села и деревень: Бурыкина, Новина, Елховки и сельца Мещерки. На 1893 год всех дворов в приходе 195, душ мужского пола 690, женского 729. В 1884 году в селе была открыта церковно-приходская школа.
В конце XIX — начале XX века село входило в состав Стопинской волости Владимирского уезда.
С 1929 года село являлось центром Ратмировского сельсовета Ставровского района, с 1932 года — в составе Рождественского сельсовета Собинского района, с 1945 года — в составе Ставровского района, с 1965 года — в Собинском районе, с 2005 года — в составе Рождественского сельского поселения.

## Население
| 1859 | 1905 | 1926 | 2002 | 2010 | 2021 |
| ---- | ---- | ---- | ---- | ---- | ---- |
| 412  | ↗568 | ↘418 | ↘55  | ↘23  | ↗35  |

## Достопримечательности
В селе находится Церковь Троицы Живоначальной (1834). С конца 1980-х находится в упадочном состоянии. Реконструкция начата в 2017 году силами местных жителей и протоиереем отцом Евгением. Богослужения проводятся по праздникам.